# Хобек
Хобек (нем. Hobeck) — община в Германии, в земле Саксония-Анхальт.
Входит в состав района Анхальт-Цербст. Подчиняется управлению Эльбе-Эле-Нуте. Население составляло 503 человека (на 31 декабря 2006 года). Занимает площадь 17,45 км².